# Andy Kaufman
Andrew Geoffrey Kaufman (17. ledna 1949 – 16. května 1984) byl americký komik a herec. Proslul svým absurdním a velice provokativním pojetím humoru. Osobně se za komika nepovažoval, říkal o sobě že je „song and dance man“ (zpěvák a tanečník).

## Biografie
Andy Kaufman se narodil 17. ledna 1949 v New Yorku. Jeho rodiče, Stanley a Janice Kaufmanovi, byli Židé. Vyrůstal v městské čtvrti Great Neck na Long Islandu. S herectvím začal již v sedmi letech, v osmi letech vystupoval jako bavič na dětských večírcích. V průběhu puberty se začal uzavírat do sebe. Místo toho, aby si hrál s ostatními dětmi, byl ve svém pokoji a představoval si, že uvádí svou vlastní zábavnou show.
Vystudoval Graham Junior College, kterou dokončil v roce 1971.

## Andyho role

### Cizinec
Po dokončení školy se stal bavičem v menších klubech. Jeho role „Cizince“ se vyznačovala používáním cizího přízvuku. Imitoval známé osobnosti, například Richarda Nixona, Elvise Presleyho nebo amerického prezidenta Meestera Cartera. Imitace spočívala v tomto: Začal mluvit s přízvukem. „Chtěl bych imitovat Meestera Cartera, prezidenta Spojených států amerických.“ Aniž by změnil hlas, pokračoval: „Ahoj, já jsem Meester Carter, prezident Spojených států amerických.“ Diváci nevěděli, jestli být pobouřeni z tak špatného hereckého výkonu, nebo jestli jim má být vystupujícího líto.

Jedno z jeho nejznámějších vystoupení je zpěv písně „Mighty Mouse“, které bylo 11. října 1975 vysíláno v Saturday Night Live. Na scéně stál gramofón, hrála již výše zmiňovaná píseň a Andy stál na pódiu. S vyděšeným pohledem hleděl na diváky a při refrénu předstíral, že zpívá část textu „Here I come to save the day“.

### Latka Gravas
Když Andy předváděl roli cizince, všimli si ho v televizi ABC, kde ho obsadili do jeho nejslavnější role Latky Gravase v sitcomu Taxi. Hrál v 114 epizodách v letech 1978 až 1983. Latka byla postava mechanika pracujícího pro Sunshine Cab Company, byl přátelský, choval se jako dítě. Typická byla pro něj věta „Tenk you veddy much“ (špatnou angličtinou řečeno: Mockrát děkuji.).

Andy Kaufman sitcomy nesnášel, nejdříve nabídku na roli odmítl, ale poté, co ho jeho agent George Shapiro přemluvil a poté, co televize ABC učinila ústupky, Andy roli přijal. Avšak své účinkování v seriálu těžce nesl a roli Latky neměl rád.

### Tony Clifton
Kaufman také často v přestrojení vystupoval jako barový zpěvák Tony Clifton. Aby Kaufman zmátl své diváky, nechával svého bratra Michaela nebo svého přítele Boba Zmudu, aby se za Tonyho Cliftona převlékli. Často tedy divák, který byl přesvědčený, že Tony Clifton je Andy Kaufman, najednou viděl oba dva stát vedle sebe.

### Wrestler
Andy Kaufman začal svou wrestlerskou kariéru tím, že vyzýval na souboj ženy. Nabídl dokonce 1000 dolarů, když ho nějaká žena porazí v ringu. Později byl vyzván na souboj profesionálním wrestlerem Jerrym „The King“ Lawlerem, který mu způsobil zranění krku. Poté v roce 1982 v přímém přenosu Late Night with David Letterman napadl Andy Kaufman Jerryho Lawlera a obviňoval ho ze zranění krku. Za nějaký čas začal Andy znovu zápasit se ženami, tentokrát nabídl ženě která ho porazí částku 100000 dolarů a tato žena se s ním bude moci oženit. Několik let po Kaufmanově smrti vyšlo najevo, že zápasení s Jerrym Lawlerem a pozdější aféra v Late Night s Davidem Lettermanem, byla mezi oběma aktéry předem domluvena.

## Smrt
V prosinci roku 1983 diagnostikovali lékaři Andymu Kaufmanovi rakovinu plic. Doktoři mu oznámili, že není žádná naděje, že by se mohl vyléčit. Poslední měsíce života strávil na chemoterapii a do poslední chvíle věřil, že mu pomůže přírodní medicína. Andy Kaufman zemřel v Los Angeles 16. května 1984 na selhání ledvin způsobené metastází rakovinných buněk. Bylo mu 35 let. Je pohřben na hřbitově Beth David v Elmontu, New York (Long Island). Mnoho jeho fanoušků věří, že je stále naživu. Vycházejí z toho, že Andy až do poslední chvíle tajil svůj zdravotní stav. Navíc byl nekuřák a vegetarián a tak je velice nepravděpodobné, aby u něj propukla rakovina plic. Andy dokonce jednou řekl, že pokud by někdy předstíral svou smrt, vrátil by se o 20 let později. Jeho přátelé si na tento výrok vzpomněli a 16. května 2004 uspořádali pro Andyho večírek na přivítanou, Andy se ale nedostavil.

## Filmografie

### Role
- The Fantastic Miss Piggy Show (1982) (TV) .... Tony Clifton
- Heartbeeps (1981) .... Val
- In God We Tru$t (1980) .... Armageddon T. Thunderbird
- Taxi (1978) TV Series .... Latka Gravas/Vic Ferrari
- Stick Around (1977) (TV) .... Andy, the Robot
- God Told Me To (1976) .... Police Officer

### Autor
- I'm From Hollywood (1989) (uncredited)
- Andy Kaufman Plays Carnegie Hall (1980) (V)
- Andy's Funhouse (1979) (TV)

### Skladatel
- Man on the Moon (1999) (píseň "Oh, The Cow Goes Moo")

### Producent
- Andy's Funhouse (1979) (TV) (producer)

### Hrál sebe sama
- I'm From Hollywood (1989) .... Himself
- Elayne Boosler: Party of One (1985) (TV) (voice) .... Himself
- My Breakfast with Blassie (1983) .... Himself
- Catch a Rising Star's 10th Anniversary (1982) (TV) .... Himself/Comedian
- Andy Kaufman Plays Carnegie Hall (1980) (V) .... Himself/Tony Clifton
- Andy's Funhouse (1979) (TV) (also as Tony Clifton) .... Himself/Latka Gravas/Tony Clifton
- Cher... and Other Fantasies (1979) (TV) .... Himself
- Van Dyke and Company (1976) TV Series .... Regular
- Van Dyke and Company (1975) (TV)
- The Midnight Special (1972) TV Series .... Himself - Host

### Host v televizních pořadech
Late Night with David Letterman 17 November 1983 .... Himself

Late Night with David Letterman 22 September 1983 .... Himself

Late Night with David Letterman 23 February 1983 .... Himself

Late Night with David Letterman 7 January 1983 .... Himself

Late Night with David Letterman 17 November 1982 .... Himself

Saturday Night Live (episode # 8.5) 30 October 1982 .... Himself

Late Night with David Letterman 28 July 1982 .... Himself

Late Night with David Letterman 17 May 1982 .... Himself

Saturday Night Live (episode # 7.19) 15 May 1982 .... Himself

Hour Magazine 7 May 1982 .... Himself

The John Davidson Show 15 April 1982 .... Himself

Good Morning America 14 April 1982 .... Himself

Late Night with David Letterman 1 April 1982 .... Himself

Late Night with David Letterman 30 March 1982 .... Himself

Late Night with David Letterman 18 February 1982 .... Himself

Late Night with David Letterman 17 February 1982 .... Himself

Saturday Night Live playing "Himself/Elvis" (episode # 7.10) 30 January 1982 .... Himself/Elvis

Good Morning America 28 October 1981 .... Himself

Fridays playing "Guest Host" (episode # 3.1) 18 September 1981 .... Guest Host

Fridays playing "Himself - Recorded Apology" (episode # 2.21) 27 February 1981 .... Himself

Fridays (episode # 2.20) 20 February 1981 .... Guest Host

The Midnight Special 23 January 1981 .... Himself

The Merv Griffin Show 25 January 1980 .... Himself

Saturday Night Live (episode # 5.8) 22 December 1979 .... Himself

The Merv Griffin Show 13 December 1979 .... Himself

Saturday Night Live (uncredited) (episode # 5.5) 17 November 1979 .... Himself

Saturday Night Live (episode # 5.2) 20 October 1979 .... Himself

The Tomorrow Show 20 August 1979 .... Himself

Saturday Night Live (episode # 4.13) 24 February 1979 .... Himself

Live Wednesday 29 November 1978 .... Himself

The Dating Game (as Baji Kimran) 21 November 1978 .... Himself - Participant

The Mike Douglas Show 11 April 1978 .... Himself

Saturday Night Live (episode # 3.13) 11 March 1978 .... Himself

The Tonight Show Starring Johnny Carson 20 February 1978 .... Himself

Saturday Night Live (episode # 3.7) 10 December 1977 .... Himself

Saturday Night Live (episode # 3.3) 15 October 1977 .... Foreign Man

Redd Foxx 15 September 1977 .... Himself

The Hollywood Squares 15 August 1977 .... Himself

The Tonight Show Starring Johnny Carson 3 March 1977 .... Himself

The Tonight Show Starring Johnny Carson 21 January 1977 .... Himself

Dinah! 17 January 1977 .... Foreign Man

Saturday Night Live (episode # 2.11) 15 January 1977 .... Foreign Man/Elvis

The Tonight Show Starring Johnny Carson 23 June 1976 .... Himself

Saturday Night Live (episode # 1.15) 28 February 1976 .... Himself

Saturday Night Live (episode # 1.4) 8 November 1975 .... Foreign Man

Saturday Night Live (episode # 1.3) 25 October 1975 .... Foreign Man

Saturday Night Live (episode # 1.1) 11 October 1975 .... Foreign Man

The Joe Franklin Show 20 June 1974 .... Himself

The Dean Martin Comedy World 6 June 1974 .... Himself

## Zajímavost
V roce 1992 byla na albu kapely R.E.M. Automatic for the People vydána píseň Man on the Moon věnovaná Andymu Kaufmanovi, podle níž byl pojmenován životopisný snímek o Andy Kaufmanovi Muž na Měsíci režiséra Miloše Formana z roku 1999.
Andy Kaufman má také svůj online pomník, kam uživatelé přidávají své vzpomínky.